# Lista över flygvapen
Det här är en alfabetisk lista över flygvapen i världen och deras symboler.

## Lista
| Land                         | Luftvapen (med emblem)                  | Nationalitetsbeteckning          | Lokalt namn | Grundad           |
| ---------------------------- | --------------------------------------- | -------------------------------- | --- | ----------------- |
| Afghanistan                  | Afghanistans flygvapen                  | Sköldmärke                       | pashto: دافغانستان هوائی ځواک dari: قوای هوائی افغانستان | 22 augusti 1924   |
| Albanien                     | Albaniens flygvapen                     | Sköldmärke                       | albanska: Forca Ajrore Shqiptare |                   |
| Algeriet                     | Algeriets flygvapen                     | Sköldmärke                       | arabiska: القوات الجوية الجزائرية(Al Quwwat aljawwiya aljaza'eriiya) | 5 juli 1962       |
| Angola                       | Angolas flygvapen                       | Sköldmärke                       | portugisiska: Força Aérea Nacional de Angola | 21 januari 1976   |
| Argentina                    | Argentinas flygvapen                    | Sköldmärke                       | spanska: Fuerza Aérea Argentina | 4 januari 1945    |
| Armenien                     | Armeniens flygvapen                     | Sköldmärke                       | armeniska: Հայաստանի Ռազմաօդային Ուժեր |                   |
| Australien                   | Australiens flygvapen                   | Sköldmärke                       | engelska: Royal Australian Air Force | 31 mars 1921      |
| Azerbajdzjan                 | Azerbajdzjans flygvapen                 | Sköldmärke                       | azerbajdzjanska: Azərbaycan hərbi hava qüvvələri |                   |
| Bahamas                      | Bahamas flygvapen                       | Sköldmärke                       | engelska: Royal Bahamas Defence Force Air Wing |                   |
| Bahrain                      | Bahrains flygvapen                      | Sköldmärke                       | arabiska: سلاح الجو الملكي البحريني |                   |
| Bangladesh                   | Bangladesh flygvapen                    | Sköldmärke                       | bengali: বাংলাদেশ বিমান বাহিনী (Bangladesh Biman Bahini) |                   |
| Barbados                     | Barbados flygvapen                      | Sköldmärke                       | engelska: Barbados Defence Force |                   |
| Belgien                      | Belgiens flygvapen                      | Sköldmärke                       | COMOPSAIR |                   |
| Belize                       | Belizes flygvapen                       |                                  | engelska: Belize Defence Force Air Wing |                   |
| Benin                        | Benins flygvapen                        | Sköldmärke                       | franska: Force Aérienne Populaire de Benin |                   |
| Bolivia                      | Bolivias flygvapen                      | Sköldmärke                       | spanska: Fuerza Aérea Boliviana (1957– ) | 26 september 1957 |
| Bosnien och Hercegovina      | Bosnien och Hercegovinas flygvapen      | Sköldmärke                       | bosniska: Brigada zračnih snaga i protivzračne odbrane kroatiska: Brigada zračnih snaga i protuzračne obrane serbiska: Бригада ваздушних снага и противваздушне одбране |                   |
| Botswana                     | Botswanas flygvapen                     | Sköldmärke                       | engelska: Botswana Defence Force Air Wing |                   |
| Brasilien                    | Brasiliens flygvapen                    | Sköldmärke                       | portugisiska: Força Aérea Brasileira | 20 januari 1941   |
| Brunei                       | Bruneis flygvapen                       | Sköldmärke                       | |                   |
| Bulgarien                    | Bulgariens flygvapen                    | Sköldmärke                       | |                   |
| Burkina Faso                 | Burkina Fasos flygvapen                 | Sköldmärke                       | |                   |
| Burundi                      | Burundis flygvapen                      | Sköldmärke                       | |                   |
| Centralafrikanska republiken | Centralafrikanska republikens flygvapen | Sköldmärke                       | |                   |
| Chile                        | Chiles flygvapnen                       | Sköldmärke · Sköldmärke, lågsikt | spanska: Fuerza Aérea de Chile | 21 mars 1930      |
| Colombia                     | Colombias flygvapen                     | Sköldmärke                       | spanska: Fuerza Aérea Colombiana |                   |
| Costa Rica                   | Costa Ricas flygvapen                   | Sköldmärke                       | spanska: Servicio de Vigilancia Aérea – Fuerza Pública |                   |
| Cypern                       | Cyperns flygvapen                       | Sköldmärke · Sköldmärke, lågsikt | grekiska: Διοίκησης Αεροπορίας Κύπρου (Diíkisis Aeroporías Kíprou) turkiska: Kıbrıs Hava Kuvvetleri                                                                     |                   |
| Danmark                      | Danmarks flygvapen                      | Sköldmärke                       | danska: Flyvevåbnet | 1 oktober 1950    |
| Djibouti                     | Djiboutis flygvapen                     |                                  | |                   |
| Dominikanska republiken      | Dominikanska republikens flygvapen      | Sköldmärke                       | spanska: Fuerza Aérea Dominicana |                   |
| Kongo-Kinshasa               | Kongo-Kinshasas flygvapen               | Sköldmärke                       | franska: Force Aérienne du Congo |                   |
| Ecuador                      | Ecuadors flygvapen                      | Sköldmärke                       | spanska: Fuerza Aérea Ecuatoriana | 27 oktober 1920   |
| Egypten                      | Egyptens flygvapen                      | Sköldmärke                       | arabiska: القوات الجوية المصرية |                   |
| Ekvatorialguinea             | Ekvatorialguineas flygvapen             |                                  | |                   |
| Elfenbenskusten              | Elfenbenskustens flygvapen              |                                  | |                   |
| El Salvador                  | El Salvadors flygvapen                  |                                  | |                   |
| Eritrea                      | Eritreas flygvapen                      |                                  | |                   |
| Estland                      | Estlands flygvapen                      | Sköldmärke                       | estniska: Eesti Õhuvägi | 21 november 1918  |
| Etiopien                     | Etiopiens flygvapen                     | Sköldmärke                       | amhariska: የኢትዮጵያ አየር ሃይል | 18 augusti 1929   |
| Fiji                         | Fijis flygvapen                         |                                  | |                   |
| Filippinerna                 | Filippinernas flygvapen                 | Sköldmärke                       | filipino: Hukbong Himpapawid ng Pilipinas | 1 juli 1947       |
| Finland                      | Finlands flygvapen                      | Sköldmärke                       | finska: Suomen ilmavoimat | 6 mars 1918       |
| Frankrike                    | Frankrikes flygvapen                    | Sköldmärke                       | franska: Armée de l'Air | 2 juli 1934       |
| Förenade arabemiraten        | Förenade arabemiratens flygvapen        | Sköldmärke                       | arabiska: القوات الجوية والدفاع الجوي الاماراتي |                   |
| Gabon                        | Gabons flygvapen                        |                                  | |                   |
| Gambia                       | Gambias flygvapen                       |                                  | |                   |
| Georgien                     | Georgiens flygvapen                     |                                  | |                   |
| Ghana                        | Ghanas flygvapen                        |                                  | |                   |
| Grekland                     | Greklands flygvapen                     | Sköldmärke                       | |                   |
| Guatemala                    | Guatemalas flygvapen                    | Sköldmärke                       | spanska: Fuerza Aérea Guatemalteca |                   |
| Guinea                       | Guineas flygvapen                       |                                  | |                   |
| Guinea-Bissau                | Guinea-Bissaus flygvapen                |                                  | |                   |
| Guyana                       | Guyanas flygvapen                       |                                  | |                   |
| Haiti                        | Haitis flygvapen                        |                                  | |                   |
| Honduras                     | Honduras flygvapen                      |                                  | |                   |
| Indien                       | Indiens flygvapen                       | Sköldmärke                       | sanskrit: भारतीय वायु सेना (Bhāratīya Vāyu Senā) |                   |
| Indonesien                   | Indonesiens flygvapen                   | Sköldmärke                       | |                   |
| Irak                         | Iraks flygvapen                         |                                  | |                   |
| Iran                         | Islamska republiken Irans flygvapen     | Sköldmärke                       | arabiska: نیروی هوایی ارتش جمهوری اسلامی ایران |                   |
| Irland                       | Irlands flygkår                         | Sköldmärke                       | iriska: An tAerchór |                   |
| Island                       | Islands flygvapen                       |                                  | |                   |
| Israel                       | Israels flygvapen                       | Sköldmärke                       | hebreiska: זרוע האויר והחלל (Zroa HaAvir VeHahalal) |                   |
| Italien                      | Italiens flygvapen                      | Sköldmärke                       | italienska: Aeronautica Militare |                   |
| Jamaica                      | Jamaicas flygvapen                      |                                  | |                   |
| Japan                        | Japans luftförsvarsstyrkor              | Sköldmärke                       | japanska: 航空自衛隊 (Kōkū Jieitai) | 1 juli 1954       |
| Jemen                        | Jemens flygvapen                        | Sköldmärke                       | arabiska: القوات الجوية اليمنية |                   |
| Jordanien                    | Jordaniens flygvapen                    | Sköldmärke                       | arabiska: سلاح الجو الملكي الأردني |                   |
| Kanada                       | Kanadas flygvapen                       |                                  | engelska: Royal Canadian Air Force franska: Aviation royale canadienne                                                                                                  | 1 april 1924      |
| Kambodja                     | Kambodjas flygvapen                     | Sköldmärke                       | khmer: កងទ័ពជើងអាកាស |                   |
| Kamerun                      | Kameruns flygvapen                      | Sköldmärke                       | franska: Armée de l'Air du Cameroun |                   |
| Kap Verde                    | Kap Verdes flygvapen                    |                                  | |                   |
| Kazakstan                    | Kazakstans flygvapen                    |                                  | |                   |
| Kenya                        | Kenyas flygvapen                        |                                  | |                   |
| Kina                         | Folkets befrielsearmés flygvapen        | Sköldmärke                       | |                   |
| Kirgizistan                  | Kirgizistans flygvapen                  |                                  | |                   |
| Komorerna                    | Komorernas flygvapen                    |                                  | |                   |
| Kongo-Brazzaville            | Kongo-Brazzavilles flygvapen            | Sköldmärke                       | franska: L'Armée de l'Air du Congo |                   |
| Kroatien                     | Kroatiens flygvapen                     | Sköldmärke                       | kroatiska: Hrvatsko ratno zrakoplovstvo i protuzračna obrana |                   |
| Kuba                         | Kubas flygvapen                         | Sköldmärke                       | spanska: Defensa Anti-Aérea y Fuerza Aérea Revolucionaria |                   |
| Kuwait                       | Kuwaits flygvapen                       |                                  | |                   |
| Laos                         | Laos flygvapen                          |                                  | |                   |
| Lesotho                      | Lesothos flygvapen                      |                                  | |                   |
| Lettland                     | Lettlands flygvapen                     | Sköldmärke                       | |                   |
| Libanon                      | Libanons flygvapen                      | Sköldmärke                       | arabiska: القوات الجوية اللبنانية |                   |
| Liberia                      | Liberias flygvapen                      |                                  | |                   |
| Libyen                       | Libyens flygvapen                       |                                  | |                   |
| Litauen                      | Litauens flygvapen                      | Sköldmärke                       | |                   |
| Luxemburg                    | Luxemburgs flygvapen                    | Sköldmärke                       | |                   |
| Madagaskar                   | Madagaskars flygvapen                   |                                  | |                   |
| Nordmakedonien               | Nordmakedonien flygvapen                |                                  | |                   |
| Malawi                       | Malawis flygvapen                       |                                  | |                   |
| Malaysia                     | Malaysias flygvapen                     |                                  | |                   |
| Mali                         | Malis flygvapen                         |                                  | |                   |
| Malta                        | Maltas flygvapen                        |                                  | |                   |
| Marocko                      | Marockos flygvapen                      | Sköldmärke                       | arabiska: القوات الجوية الملكية franska: Forces royales air | 19 november 1956  |
| Mauretanien                  | Mauretaniens flygvapen                  |                                  | |                   |
| Mauritius                    | Mauritius flygvapen                     |                                  | |                   |
| Mexiko                       | Mexikos flygvapnen                      | Sköldmärke                       | spanska: Fuerza Aérea Mexicana |                   |
| Moçambique                   | Moçambiques flygvapen                   |                                  | |                   |
| Moldavien                    | Moldaviens flygvapen                    |                                  | |                   |
| Mongoliet                    | Mongoliets flygvapen                    |                                  | |                   |
| Myanmar                      | Myanmars flygvapen                      |                                  | |                   |
| Namibia                      | Namibias flygvapen                      |                                  | |                   |
| Nederländerna                | Nederländernas flygvapen                | Sköldmärke · Sköldmärke, lågsikt | nederländska: Koninklijke Luchtmacht | 27 mars 1953      |
| Nepal                        | Nepals flygvapen                        |                                  | |                   |
| Nicaragua                    | Nicaraguas flygvapen                    |                                  | |                   |
| Niger                        | Nigers flygvapen                        |                                  | |                   |
| Nigeria                      | Nigerias flygvapen                      | Sköldmärke                       | engelska: Nigerian Air Force | 18 april 1964     |
| Nordkorea                    | Koreanska folkarméns flygvapen          | Sköldmärke                       | koreanska: 조선인민군 항공 및 반항공군 | 1 november 1948   |
| Norge                        | Norges flygvapen                        | Sköldmärke · Sköldmärke, lågsikt | norska: Kongelige Norske Luftforsvaret | 10 november 1944  |
| Nya Zeeland                  | Nya Zeelands flygvapen                  | Sköldmärke                       | engelska: Royal New Zealand Air Force | 1 april 1937      |
| Oman                         | Omans flygvapen                         | Sköldmärke                       | arabiska: سلاح الجو السلطاني عمان | 1 mars 1959       |
| Pakistan                     | Pakistans flygvapen                     | Sköldmärke                       | | 14 augusti 1947   |
| Panama                       | Panamas flygvapen                       |                                  | |                   |
| Papua Nya Guinea             | Papua Nya Guineas flygvapen             |                                  | |                   |
| Paraguay                     | Paraguays flygvapen                     | Sköldmärke                       | |                   |
| Peru                         | Perus flygvapen                         | Sköldmärke                       | spanska: Fuerza Aérea del Perú |                   |
| Polen                        | Polens flygvapen                        | Sköldmärke                       | polska: Siły Powietrzne Rzeczypospolitej Polskiej |                   |
| Portugal                     | Portugals flygvapen                     | Sköldmärke                       | portugisiska: Força Aérea Portuguesa | 1 juli 1952       |
| Qatar                        | Qatars flygvapen                        | Sköldmärke                       | |                   |
| Rumänien                     | Rumäniens flygvapen                     | Sköldmärke                       | rumänska: Forțele Aeriene Române |                   |
| Rwanda                       | Rwandas flygvapen                       | Sköldmärke                       | |                   |
| Ryssland                     | Rysslands flygvapen                     | Sköldmärke                       | ryska: Военно-воздушные cилы России |                   |
| São Tomé och Príncipe        | São Tomé och Príncipes flygvapen        |                                  | |                   |
| Saudiarabien                 | Saudiarabiens flygvapen                 | Sköldmärke                       | arabiska: القوات الجوية الملكية السعودية |                   |
| Schweiz                      | Schweiz flygvapen                       | Sköldmärke                       | tyska: Schweizer Luftwaffe franska: Forces Aériennes Suisses italienska: Forze Aeree Svizzere                                                                           | 1 oktober 1936    |
| Senegal                      | Senegals flygvapen                      |                                  | |                   |
| Serbien                      | Serbiens flygvapen                      | Sköldmärke                       | serbiska: Ратно ваздухопловство и противваздухопловна одбрана Војске Србије                                                                                             |                   |
| Seychellerna                 | Seychellernas flygvapen                 |                                  | |                   |
| Sierra Leone                 | Sierra Leones flygvapen                 |                                  | |                   |
| Slovakien                    | Slovakiens flygvapen                    | Sköldmärke                       | slovakiska: Vzdušné Sily Ozbrojených Síl Slovenskej Republiky | 1 januari 1993    |
| Slovenien                    | Sloveniens flygvapen                    | Sköldmärke                       | |                   |
| Somalia                      | Somalias flygvapen                      | Sköldmärke                       | |                   |
| Spanien                      | Spaniens flygvapen                      | Sköldmärke                       | spanska: Ejército del Aire | 28 februari 1913  |
| Sri Lanka                    | Sri Lankas flygvapen                    | Sköldmärke                       | | 1 mars 1951       |
| Storbritannien               | Storbritanniens flygvapen               | Sköldmärke                       | engelska: Royal Air Force | 1 april 1918      |
| Sudan                        | Sudans flygvapen                        |                                  | |                   |
| Swaziland                    | Swaziland flygvapen                     |                                  | |                   |
| Sverige                      | Svenska flygvapnet                      | Sköldmärke · Sköldmärke, lågsikt | svenska: Flygvapnet | 1 juli 1926       |
| Sydafrika                    | Sydafrikas flygvapen                    | Sköldmärke                       | afrikaans: Suid-Afrikaanse Lugmag | 1 februari 1920   |
| Sydkorea                     | Sydkoreas flygvapen                     | Sköldmärke                       | koreanska: 대한민국 공군 | 1 oktober 1949    |
| Syrien                       | Syriens flygvapen                       | Sköldmärke                       | arabiska: القوات الجوية العربية السورية |                   |
| Taiwan                       | Taiwans flygvapen                       | Sköldmärke                       | |                   |
| Tadzjikistan                 | Tadzjikistans flygvapen                 | Sköldmärke                       | |                   |
| Tanzania                     | Tanzanias flygvapen                     | Sköldmärke                       | |                   |
| Tchad                        | Tchads flygvapen                        | Sköldmärke                       | |                   |
| Thailand                     | Thailands flygvapen                     | Sköldmärke                       | thai: กองทัพอากาศไทย (Kong Thap Akat Thai) | 2 november 1913   |
| Tjeckien                     | Tjeckiens flygvapen                     | Sköldmärke                       | tjeckiska: Vzdušné síly armády České republiky |                   |
| Togo                         | Togos flygvapen                         | Sköldmärke                       | |                   |
| Trinidad och Tobago          | Trinidad och Tobagos flygvapen          |                                  | |                   |
| Tunisien                     | Tunisiens flygvapen                     |                                  | |                   |
| Turkiet                      | Turkiets flygvapen                      | Sköldmärke                       | |                   |
| Turkmenistan                 | Turkmenistans flygvapen                 | Sköldmärke                       | |                   |
| Tyskland                     | Tysklands flygvapen                     | Sköldmärke                       | tyska: Luftwaffe | 9 januari 1956    |
| Uganda                       | Ugandas flygvapen                       |                                  | |                   |
| Ukraina                      | Ukrainas flygvapen                      | Sköldmärke                       | |                   |
| Ungern                       | Ungerns flygvapen                       | Sköldmärke                       | ungerska: Magyar Légierő |                   |
| Uruguay                      | Uruguays flygvapen                      | Sköldmärke                       | spanska: Fuerza Aérea Uruguaya | 1 april 1935      |
| USA                          | USA:s flygvapen                         | Sköldmärke                       | engelska: United States Air Force | 18 september 1947 |
| Uzbekistan                   | Uzbekistans flygvapen                   | Sköldmärke                       | uzbekiska: Havo hujumidan mudofaa qo`shinlari va Harbiy havo kuchlari ryska: Войска противовоздушной обороны и Военно-воздушные силы                                    |                   |
| Venezuela                    | Venezuelas flygvapen                    | Sköldmärke                       | spanska: Aviación Militar Nacional Bolivariana | 22 juni 1946      |
| Vietnam                      | Vietnams flygvapen                      | Sköldmärke                       | | 1 maj 1959        |
| Belarus                      | Belarus flygvapen                       | Sköldmärke                       | belarusiska: Ваенна-паветраныя сілы і войскі супрацьпаветранай абароны Рэспублікі Беларусь                                                                              |                   |
| Zambia                       | Zambias flygvapen                       |                                  | |                   |
| Zimbabwe                     | Zimbabwes flygvapen                     | Sköldmärke                       | engelska: Air Force of Zimbabwe |                   |
| Österrike                    | Österrikes flygvapen                    | Sköldmärke                       | tyska: Österreichische Luftstreitkräfte |                   |

## Länder som saknar flygvapen
- Andorra
- Antigua och Barbuda
- Bosnien-Hercegovina
- Bhutan
- Grenada
- Liechtenstein
- Maldiverna
- Marshallöarna
- Mikronesiska federationen
- Monaco
- Montenegro
- Nauru
- Palau
- Saint Kitts och Nevis
- Saint Lucia
- Saint Vincent och Grenadinerna
- Salomonöarna
- Samoa
- San Marino
- Tuvalu
- Vanuatu
- Vatikanstaten
- Östtimor